# 扎博洛特亚
51°37′36″N 24°14′43″E / 51.62667°N 24.24528°E

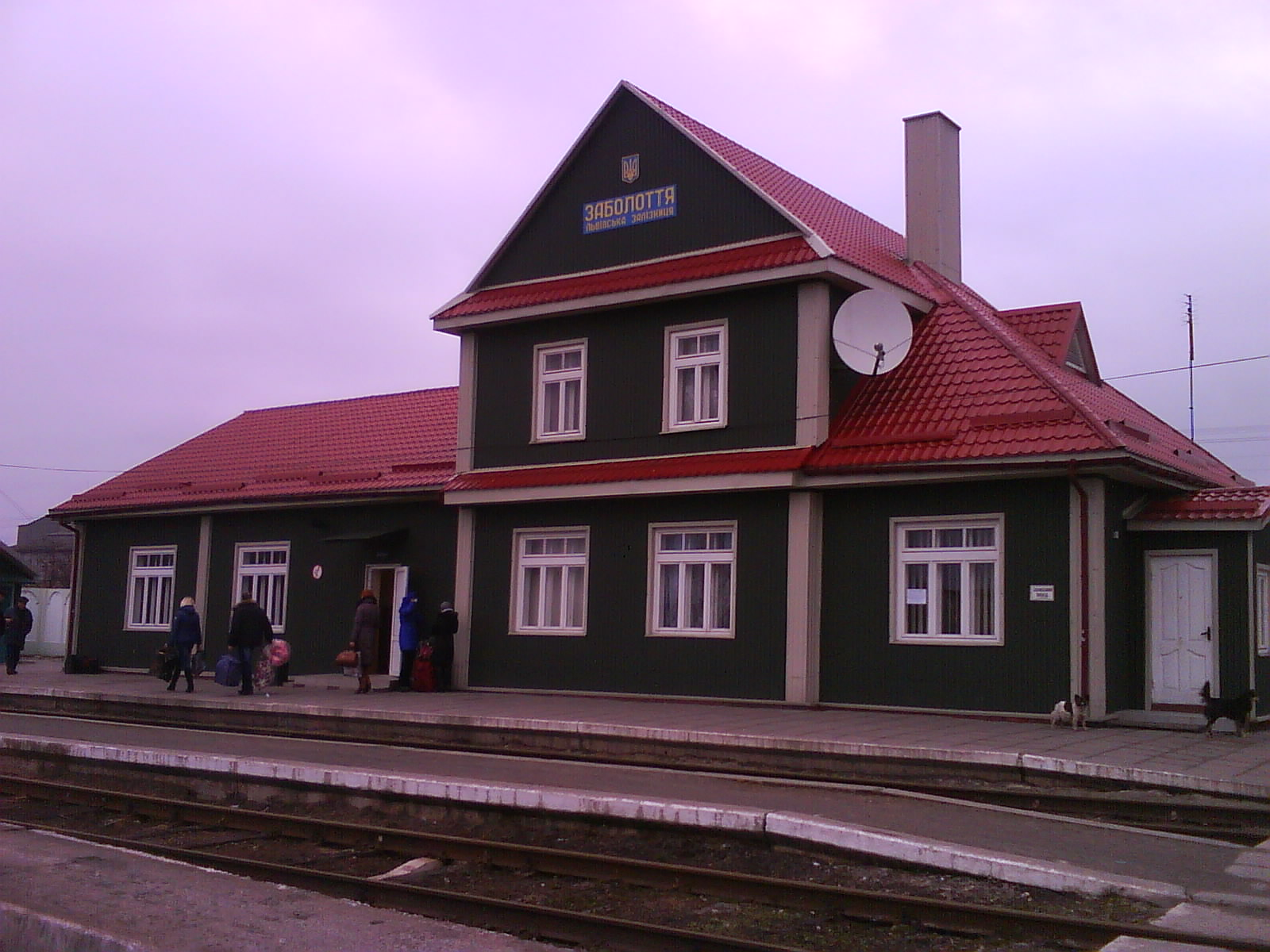
火车站

扎博洛特亚（烏克蘭語：Заболоття），又按俄语名译为扎博洛季耶，是烏克蘭西北部沃倫州科韋利區扎博洛特亚市镇内的市級鎮及其行政中心。毗鄰圖爾湖，面積3.43平方公里，海拔高度158米，2011年人口4,299，人口密度每平方公里1,253人。

## 備注
1. ↑  俄语：，羅馬化：Zabolotye